# 上饶铁路话
上饶铁路话，也称怪话，是沿浙赣线分布的一种基于吴语杭州话的方言，属于一种濒危的工业社区语言，起源于1930年代。

## 分布与使用人口

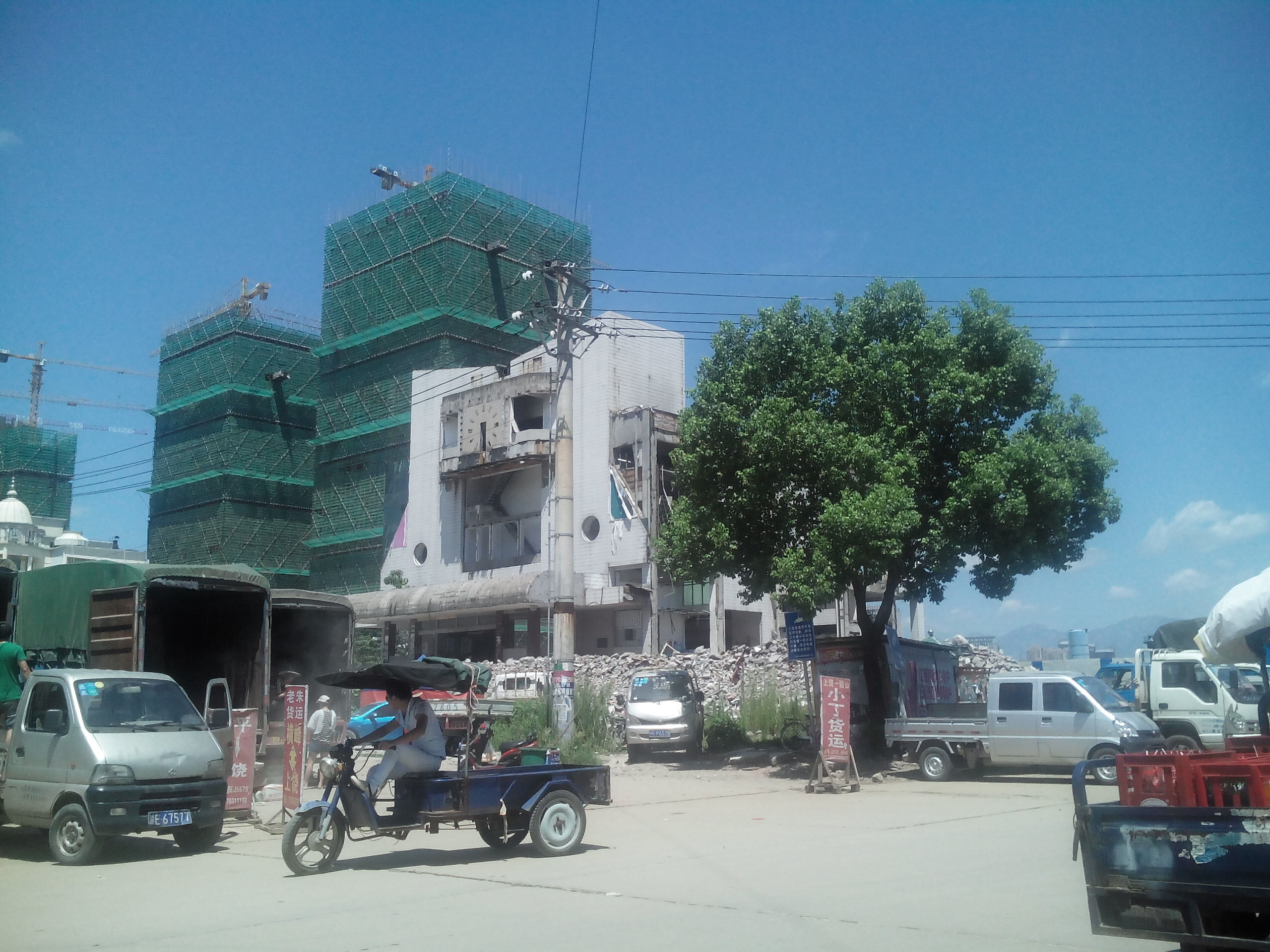
正在拆除的老上饶站（2015年7月）

上饶铁路话集中分布在上饶市区北部3平方千米的“铁路地区”，这一地区在已经拆除的旧浙赣线以北、光学路以南、民生路以东、庆丰路以西，包括铁路旧上饶站周边职工居民区及铁路系统各单位，集中居住3万铁路话使用者。铁路话是这一地区居民内部的工作和生活语言，但对外多采用上饶话或普通话。同时，以上饶站为中心，向东到金华，向西到鹰潭，沿皖赣线北至景德镇，以及江西省内的京九线沿线，由上饶铁路管段迁入的职工社区也以铁路话为生活语言。
上饶铁路话的使用人口主要为铁路职工及其家属，从籍贯上主要来自浙江的萧山、诸暨、宁波、义乌、金华等地，根据2011年的调查浙江籍贯可以占到人口的78%。浙赣线在1930年代建成后，上饶成为了铁路枢纽，大量员工迁入上饶形成铁路员工居住地。上饶本地方言系吴语处衢片上饶话，而铁路员工主要来自浙江的太湖片和婺州片，彼此方言相近、尚可通话，居住地点相对独立，因此语言上逐步趋同融合形成了铁路社区的共同方言——铁路话。由于这些铁路职工生活环境封闭，子女也在铁路学校接受教育，加上和上饶本地市民互相敌视的态度使得上饶铁路话几乎没有受到上饶话的同化影响。随着上饶铁路枢纽地位下降和职业继承的消失，铁路社区的集体归属感逐步减退，上饶铁路话也开始逐步衰弱。